# Villarejo de Salvanés
Villarejo de Salvanés ist eine Kleinstadt und eine zentralspanische Gemeinde (municipio) mit 7.900 Einwohnern (Stand: 2024) in der Autonomen Region Madrid. Der historische Ortskern wurde im Jahr 1974 als Kulturgut (Bien de Interés Cultural) in der Kategorie Conjunto histórico-artístico eingestuft.

## Lage und Klima
Der Ort Villarejo de Salvanés liegt in der Kastilischen Hochebene (meseta) rund 54 km (Fahrtstrecke) südöstlich von Madrid in einer Höhe von ca. 760 m; die Städte Aranjuez und Toledo liegen gut 35 km bzw. knapp 86 km südwestlich. Das Klima ist im Winter rau, im Sommer dagegen gemäßigt bis warm; Regen (ca. 450 mm/Jahr) fällt mit Ausnahme der Sommermonate übers Jahr verteilt.

## Bevölkerungsentwicklung
| Jahr      | 1857  | 1900  | 1950  | 2000  | 2019  |
| Einwohner | 2.991 | 3.239 | 4.303 | 5.650 | 7.335 |

Villarejo de Salvanés profitiert seit dem 19. Jahrhundert von der kontinuierlichen Zuwanderung von Einzelpersonen und Familien aus den ländlichen Gebieten im Umland.

## Wirtschaft
Im Mittelalter war Villarejo de Salvanés eine Landgemeinde, die groß genug war um als handwerkliches und merkantiles Zentrum (Markt) für die Einzelgehöfte und kleinen Dörfer in der Umgebung zu dienen. Heutzutage bildet der Agrarsektor (darunter auch Weinbau und Olivenanbau) die Grundlage des wirtschaftlichen Lebens. Auch der Tourismus in dem unter Denkmalschutz stehenden alten Ortskern ist  eine wichtige Einnahmequelle der Kleinstadt.

## Geschichte
Von Keltiberern, Römern, Westgoten und Arabern bzw. Mauren fehlt in der Umgebung von Villarejo de Salvanés jede Spur. Nach der Rückeroberung (reconquista) Toledos durch Alfons VI. von León im Jahr 1085 wurde der Ort teilweise durch Christen aus dem Norden oder aus dem Süden der Iberischen Halbinsel besiedelt (repoblación). Im Jahr 1174 kamen der Ort und sein Umland an den Santiagoorden. Ende des 12. oder zu Beginn des 13. Jahrhunderts eroberten und zerstörten die Almohaden die Burg und den Ort. In einem Dokument des Jahres 1199 übertrug Alfons VI. das Gebiet an die Kirche von Toledo. In den nachfolgenden Jahrhunderten lag die Kleinstadt jedoch weitgehend außerhalb der Interessensphäre des Königshofes.

## Sehenswürdigkeiten

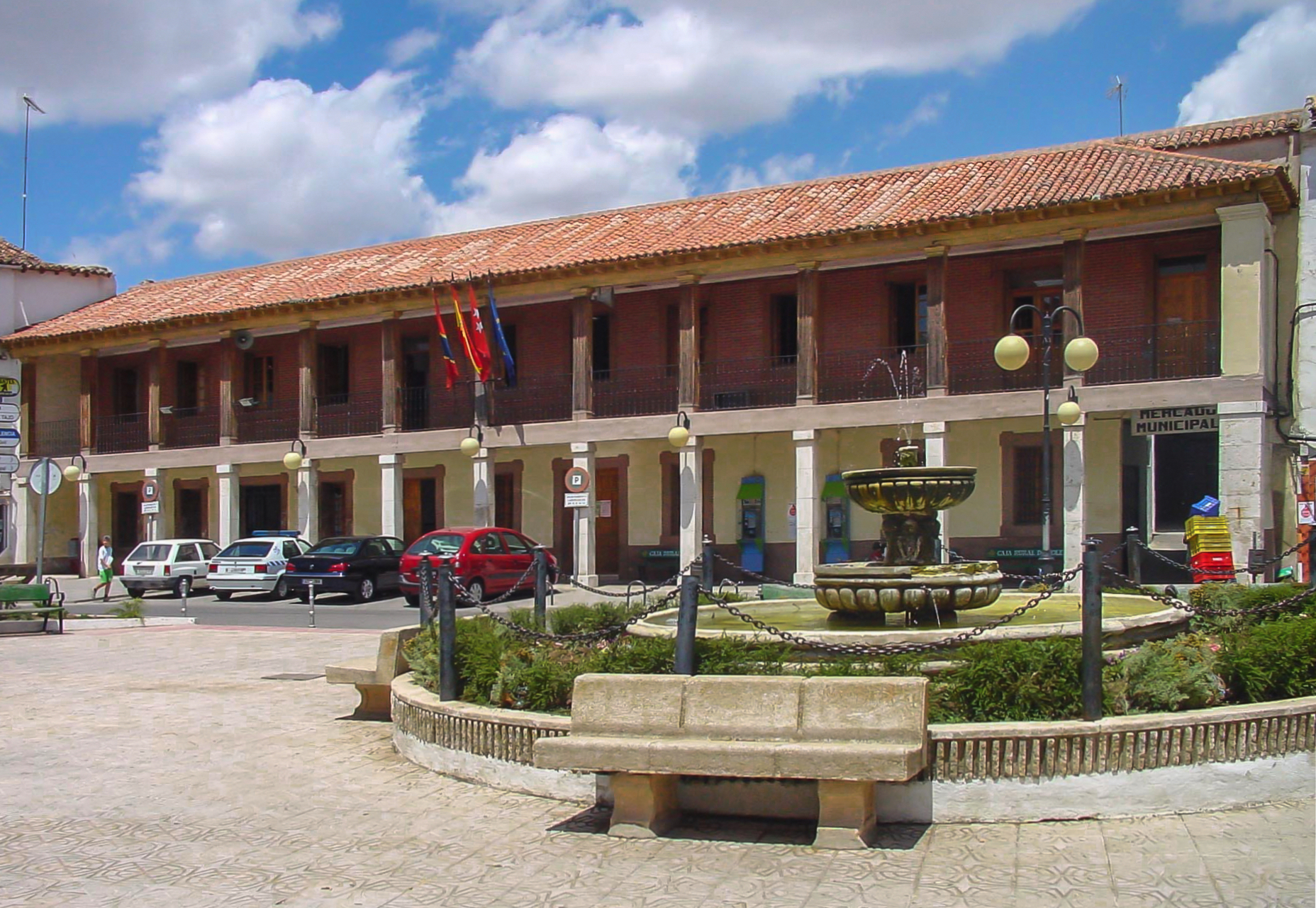
Rathaus (ayuntamiento)

- Der ca. 22 m hohe und im Grundriss quadratische, jedoch an Ecken und Flanken durch Rundtürme verstärkte Bergfried (torre del homenaje) wurde im 13. Jahrhundert an der Stelle eines durch die Almohaden zerstörten Wachturms (atalaya) neu gebaut. Heute befinden sich hier Ausstellungsräume zur Regional- und  Stadtgeschichte sowie das Touristenbüro.[4][5]
- Die Kirche San Andrés Apóstol stammt aus dem 14. Jahrhundert; ihre Apsis und die Langhauswände sind ebenfalls von Rundtürmen umgeben, so dass ein insgesamt wehrhaft wirkender Bau entstand. Das Hauptportal wurde wahrscheinlich später eingebaut und zeigt reinste Renaissanceformen und ein Jakobskreuz im Giebelfeld; ein weiteres Jakobskreuz befindet sich über dem Seitenportal. Gegen Ende des 20. Jahrhunderts wurde die Kirche erhöht und es wurden moderne Rechteckfenster eingebaut; auch das Glockengeschoss wurde erneuert.[6]
- Die Casa de la Tercia ist ein zweigeschossiges Zivilgebäude aus dem 16. Jahrhundert; es ist mit der Kirche und der Burg über unterirdische Gänge verbunden.[7]
- Das alte Rathaus (ayuntamiento) ist ein doppelgeschossiger Bau mit Loggienfassade aus dem 16. Jahrhundert; Teile des Bauwerks dienen als Museum. Für kommunale Aufgaben wird ein moderner Annexbau genutzt.

## Söhne und Töchter
- Mariano Díaz (1939–2014), Radrennfahrer
- Gregorio Martínez Sacristán (1946–2019), römisch-katholischer Geistlicher und Bischof von Zamora